# Ruotsinpyhtää
Ruotsinpyhtää (Strömfors en suédois) est une ancienne municipalité du sud de la Finlande, dans la région d'Uusimaa.
Cet article décrit Ruotsinpyhtää avant son intégration à Loviisa au début de l'année 2010.
Comme la plupart des municipalités de la région, elle est bilingue avec une prédominance du finnois sur le suédois.

## Histoire
L'histoire de la paroisse commence véritablement en 1698, avec la fondation d'un très important village de forges. À la suite de la Guerre Russo-Suédoise de 1741-1743 et au traité d'Åbo de 1743, la nouvelle frontière suit la rivière Kymijoki et coupe ainsi la paroisse en deux. La partie orientale devient Pyhtää tandis que la partie occidentale, site du village de forges, reste suédoise (d'où le nom de Ruotsinpyhtää, le Pyhtää suédois en langue finnoise).
Le village connaît son âge d'or, qui voit notamment la construction de son actuelle église, dans les années suivantes et préalablement à la guerre de Finlande.

## Géographie
Aujourd'hui, l'ancien village de forges est devenu un site touristique important de la région.
La route nationale 7 traverse la commune, à mi-chemin entre Helsinki la frontière russe.
Les communes limitrophes sont Loviisa à l'ouest, Lapinjärvi au nord-ouest, et côté Vallée de la Kymi Elimäki au nord, Anjalankoski au nord-est et Pyhtää à l'ouest.

## Personnalités
C'est la commune de naissance de l'actrice Pamela Tola.